# Портрет Гавриила Амвросиевича Луковкина
«Портрет Гавриила Амвросиевича Луковкина» — картина Джорджа Доу и его мастерской, из Военной галереи Зимнего дворца.
Картина представляет собой погрудный портрет генерал-майора Гавриила Амвросиевича Луковкина из состава Военной галереи Зимнего дворца. 
К началу Отечественной войны 1812 года полковник Луковкин командовал донским казачьим полком своего имени в Дунайской армии, состоял в отряде А. И. Чернышёва и совершил рейд по тыловым коммуникациям Великой армии в Варшавском герцогстве. Во время Заграничного похода 1813 года за боевые отличия при освобождении от французов Пруссии был произведён в генерал-майоры и затем блестяще проявил себя в Битве народов под Лейпцигом. В кампании 1814 года во Франции отличился в сражениях при Ла-Ротьере и Краоне, в последнем сражении был контужен.
Изображён в генеральском мундире, введённом для казачьих генералов в 1814 году (по краю воротника мундира должна быть красная выпушка, ошибочно не изображённая художником), на плечи наброшена меховая шинель. Слева на груди звезда ордена Св. Анны 1-й степени; на шее кресты орденов Св. Георгия 3-го класса и Св. Владимира 2-й степени; по борту мундира крест прусского ордена Красного орла 2-й степени; справа на груди серебряная медаль «В память Отечественной войны 1812 года» на Андреевской ленте и звезда ордена Св. Владимира 2-й степени. Подпись на раме: Г. А. Луковкинъ, Генералъ Маiоръ. 
7 августа 1820 года Комитетом Главного штаба по аттестации Луковкин был включён в список «генералов, заслуживающих быть написанными в галерею» и 20 мая 1822 года император Александр I приказал написать его портрет. Гонорар Доу был выплачен 16 октября 1826 года и 22 апреля 1828 года. Готовый портрет поступил в Эрмитаж 26 апреля 1828 года. Предыдущая сдача готовых портретов была 21 января 1828 года, соответственно картина датируется между этими числами. 
В 1840-е годы в мастерской К. Крайя по рисунку И. А. Клюквина с портрета была сделана литография, опубликованная в книге «Император Александр I и его сподвижники» и впоследствии неоднократно репродуцированная. В части тиража была напечатана другая литография этой же мастерской, отличающаяся отсутствием подписи художника и незначительными деталями.